# Universal Periodic Review
Der  UN-Menschenrechtsrat bzw. Menschenrechtsrat der Vereinten Nationen praktiziert seit dem Jahr 2007 ein Prüfverfahren, dem sich alle Mitgliedsländer regelmäßig unterziehen sollen: den sog. Universal Periodic Review (UPR). Grundlage für diese Überprüfung der Menschenrechtslage in den beteiligten Ländern sind die Charta der Vereinten Nationen, die Allgemeine Erklärung der Menschenrechte, die vom jeweiligen Mitgliedsland ratifizierten Menschenrechtsabkommen sowie ggf. auch das  Humanitäre Völkerrecht, welches in bewaffneten Konflikten gilt.
Im aktuell dritten UPR-Zyklus (2017–2021) wurde das Prüfverfahren zu Deutschland zeitlich in das Jahr 2018 gelegt.
Die  Bundesrepublik Deutschland wurde bereits in den Jahren 2013
und 2009 jeweils in ähnlicher Weise überprüft.
Das  Grundgesetz (GG) garantiert grundlegende Freiheits-, Gleichheits- und Unverletzlichkeitsrechte, die dem Einzelnen in Deutschland gegenüber dem Staat, aber auch allgemein in der  Gesellschaft zustehen (Art. 1–17, 33, 101–104 GG). Die meisten dieser  Grundrechte sind zugleich Menschenrechte, das bedeutet, nicht nur deutsche  Staatsbürger können sich auf sie berufen, sondern alle Menschen, die in Deutschland leben.